# Glossotrophia sacraria
Glossotrophia sacraria är en fjärilsart som beskrevs av Bang-haas 1910. Glossotrophia sacraria ingår i släktet Glossotrophia och familjen mätare. Inga underarter finns listade i Catalogue of Life.